# Шербауци (Сучава)
Шербауци (рум. Șerbăuți) насеље је у Румунији у округу Сучава у општини Шербауци. Oпштина се налази на надморској висини од 392 m.

## Становништво
Према подацима из 2002. године у насељу је живело 1900 становника.

### Попис2002.
| Расподела становништва по националности 2002.‍ | Расподела становништва по националности 2002.‍ | Расподела становништва по националности 2002.‍ | Расподела становништва по националности 2002.‍ | Расподела становништва по националности 2002.‍ |
| --------------------------------------------- | --------------------------------------------- | --------------------------------------------- | --------------------------------------------- | --------------------------------------------- |
|                                               |                                               |                                               |                                               |                                               |
| Румуни                                        | Румуни                                        |                                               | 1.705                                         | 89,8%                                         |
| Украјинци                                     | Украјинци                                     |                                               | 183                                           | 9,6%                                          |
| други                                         | други                                         |                                               | 11                                            | 0,6%                                          |